# Mekar Baru (Mekarbaru)
Mekar Baru is een bestuurslaag in het regentschap Tangerang van de provincie Banten, Indonesië. Mekar Baru telt 3845 inwoners (volkstelling 2010).